# Aloinella boliviana
Aloinella boliviana är en bladmossart som beskrevs av Brotherus in Herzog 1916. Aloinella boliviana ingår i släktet Aloinella och familjen Pottiaceae. Inga underarter finns listade i Catalogue of Life.